# Маја Жежељ
Маја Жежељ Станковић (Београд, 1965) српска је новинарка и ТВ водитељка. Тренутно води Дневник на телевизији Н1 и предаје на Факултету за медије и комуникације Универзитета Сингидунум.

## Биографија
Маја Жежељ је рођена 1965. године, у Београду. Завршила је Тринаесту београдску гимназију и школу спикера, а касније је у Лондону завршила школу енглеског језика. Била је у браку са Драганом Маринковићем. Сада је у браку са Иваном Станковићем, директором агенције „Комунис“. Има сина и ћерку. Дипломирала је новинарство и завршила мастер студије из области комуникологије.

## Каријера
Каријеру је започела у спортској редакцији на „Трећем каналу“ РТС-а. Прва информативна редакција у којој је радила је на ТВ „Политика“. Била је запослена на „БК“ телевизији и на телевизији „Б92“. У Канади је волонтирала на локалној телевизији. До јануара 2014. године била је водитељка „Дневник 2“ на Радио-телевизији Србије, и била једно од заштитних лица Јавног сервиса Србије. У октобру 2010. године се разболела од тешког облика сепсе. После болести вратила се да поново води „Дневник 2“ на Радио-телевизији Србије, 3. марта 2011. године. Од октобра 2014. године водитељ је „Дневника“ у 19 сати на „Н1“ телевизији која је ексклузивни партнер „ЦНН-а“.